# Музи
Музите (на старогръцки: Μοῦσαι, ед.ч.: Μοῦσα, Mousa) в древногръцката митология са богините, вдъхновителки и покровителки на поезията, изкуството и науката. Обитават планините Хеликон и Парнас. Те са смятани за източник на знанието, въплътено в поезията, лиричните песни и митовете, които са били разказвани устно в продължение на векове в древногръцката култура.
В съвременната фигуративна употреба музата може да бъде източник на художествено вдъхновение.

## Древните музи
Счита се, че първите, които са ги почитали и поднасяли дарове за музите на Хеликон, не са поетите и певците, а страшните великани От и Ефиалт. Те въвели култа към музите и им дали имената, но за тях музите са били само три – Мелета (на гръцки: μελετη – „учение, опитност“), Мнема (на старогръцки: μνήμη – памет) и Аеда (на гръцки: αοιδή, ᾠδή – „песен“). Според римския учен Варо, Мелета се възродила от движението на водата, Мнема – от звука при удар във въздуха, а Аеда се родила от човешкия глас. С течение на времето от Македония дошъл Пир и дал имена на деветте музи. За тяхното хтоническо минало свидетелстват и децата, които те имат от Зевс, Аполон и други богове.
В Делфи също били почитани три музи, но с различни имена: Нете, Месе и Хипат, които се определят като имената на трите акорда на древния музикален инструмент лира. По-късно те били наричани Кефисо, Аполонис и Бористенис – имена, които ги характеризират като дъщери на Аполон.
От брака на Мелпомена и речния бог Ахелой се раждат сирените – мизантропични, човекомразни същества, които примамват моряците със своите песни. От Зевс и Калиопа, а според други източници – от Талия и Аполон, се раждат корибантите – жриците на малоазитската богиня майка Кибела, почитана в Ефес.
Древните музи са наричани „бурни“ (от гр. θουριδες, фуридес), което е със същия корен като фурии, и в тази посока образът на музите се приближава до този на ериниите – богините на отмъщението. Музите и менадите често се споменават заедно. Примерно цар Ликург бил наказан от Дионис за това, че преследвал музите и менадите. Музите жестоко си отмъщавали на всеки, дръзнал да ги предизвика. В един мит тракийският певец Тамирис ги предизвикал на състезание по пеене; музите спечелили, и за наказание за наглостта му, те го ослепили и му отнели певческия дар.
Друг мит от „Метаморфози“ на Овидий, в който виждаме това съревнование между даровете на музите и уменията на обикновените хора е митът за Пиер, кралят на Македония, и неговите девет дъщери, които нарекъл като всяка от деветте музи. Той се възгордял с творческите умения на дъщерите си, сравнявайки ги с тези на богините. Кралят предизвикал музите на състезание срещу неговите дъщери, вярвайки че те са равни по умения с олимпийските богини на изкуствата. Резултат от това съревнование бил превръщането на дъщерите му в бърборещи сойки (или свраки) от музите, заради тяхната наглост.

## Класически музи
Класическите олимпийски музи са дъщери на Зевс и Мнемозина. Техен водач е Аполон, също така наричан и „музагет“. Те са известни и под името „музи пиерски“, тъй като се смята, че са родени в Пиерея (Тракия, северните поли на Олимп), но също така други техни названия според версиите на тяхното рождено място или местообитание са „касталиди“, „парнасиди“, „ипокрениди“ и др. Друго тяхно наименование е „Аонийски сестри“. Те живеят в планината Хеликон в Беотия, където се намират свещените извори на Аганип и Хипокренес, или при извора Касталия при Делфи. 
Според някои митове музите са били всъщност водни нимфи, свързани с изворите на река Хеликон. Това твърдение произлиза от мита, в който Пегас, крилатият кон, докоснал своите копита до почвата на Хеликон. Там, където той докоснал земята, избликнали четири свещени извора. От тези четири извора се родили деветте музи, наричани „пегасиди“. По-късно пегасът бил предоставен на самите музи от богинята Атина, която го хванала и го опитомила.
Считало се, че на тях е подвластно миналото, настоящето и бъдещето, и че имат пророческа дарба. Те били покровителки на певците и музикантите и ги обучавали в изкуствата. Съветвали и утешавали хората, отнасяйки се доброжелателно към тях. Давали на артистите власт над човешката душа, възпявали законите и добрите нрави на боговете. 
Хезиод в „Теогония“ разказва, че музите донесли на хората забрава, тоест забрава на болката и прекратяване на задълженията.
Класическите музи са неотменно свързани с реда и хармонията в света. Те, както и останалите богове, имали свои храмове, които се наричали музеи. От тази дума дошло и съвременното значение на сградите, където се съхраняват и показват произведения на изкуството и други паметници от миналото.
Всяка муза има име и атрибути:
- Калиопа – муза на епическата поезия, философията и науката. Изобразявана е с писмена табличка. Според някои версии, от цар Еагър тя ражда Орфей, според други баща му е самият Аполон.
- Клио – муза на историята. Тя е изобразяване с руло пергамент в ръцете си или седнала до купчина книги, понякога и двете.
- Урания – муза на астрономията. Изобразява се с глобус и пергел (или малка указателна палка).
- Ерато – муза на лириката, химна и песента. Тя е изобразявана с лира, тамбура или цитра в ръка. Тя носи венец от рози на главата си, символ на любовта.
- Евтерпа – муза на лирическата поезия и музиката. Неин разпознаваем атрибут е двойната флейта, като е изобразявана свиреща на нея. Тя е майка на тракийския цар Рез, убит от Диомед в Троя.
- Мелпомена – муза на трагедията. Изобразява се с трагическа маска или с меч в ръката си. Друг неин елемент е и венец от лозови листа.
- Талия – муза на комедията. Изобразява се с комическа маска в ръцете си и венец от бръшлян.
- Терпсихора – муза на танца и хоровото пеене. Тя е изобразявана танцуваща, държейки лира в едната си ръка. Смята се, че тя е майката на сирените от речния бог Ахелой. Терпсихора е тясно свързана с култа към Дионис, като един негов атрибут се прехвърля и на нея – бръшлянът.
- Полихимния – муза на химните, химническата поезия и на красноречието, както и покровителка на известните орфически химни. Тя също се счита и за покровителката на пантонимата, геометрията и земеделието. Тя е изобразявана като изключително сериозна и замислена, със свитък в едната си ръка. Нейно изобретение се приема, че е лирата.

- Калиопа
- Клио
- Урания
- Ерато
- Евтерпа
- Мелпомена
- Талия
- Терпсихора
- Полихимния